# Pareclectis leucosticha
Pareclectis leucosticha är en fjärilsart som beskrevs av Lajos Vári 1961. Pareclectis leucosticha ingår i släktet Pareclectis och familjen styltmalar. Inga underarter finns listade i Catalogue of Life.